# Nothing's Shocking
| Recensione | Giudizio |
| ---------- | -------- |
| AllMusic   |          |

Nothing's Shocking è il secondo album, e primo da studio, dei Jane's Addiction, pubblicato il 23 agosto 1988 dalla Warner Bros. Records.
È prodotto da Dave Jerden e Perry Farrell, arrangiato da Dave Jerden e Ronnie S. Champagne agli Eldorado Studios di Los Angeles, missato da Dave Jerden e Perry Farrell ai Post Logic Studios di Hollywood, e il mastering è di Steve Hall dei Future Disc Studios.
Le tracce 9 e 11 erano già apparse nel precedente album live Jane's Addiction del 1987. Inizialmente la traccia 11 era solo una bonus track della versione in CD dell'album, non inclusa nella prima versione in vinile e in audiocassetta. La traccia 4, dal testo della quale è tratto il titolo dell'album, tratta del serial killer Ted Bundy e contiene alcune frasi tratte da una sua dichiarazione. La traccia 9 parla di Jane Bainter, una amica tossicodipendente di Farrell, da cui il gruppo prende il nome.
Il disco è considerato uno dei migliori degli anni novanta per quanto riguarda almeno l'Alternative rock; proponeva un sound innovativo, eclettico e ibrido in certi versi e creò una spaccatura nella musica dell'epoca dato che l'alternative rock e l'alternative metal non erano ancora ben classificati come genere e la scena musicale era più a favore di band Pop metal come Bon Jovi, Skid Row, Def Leppard e Guns N' Roses soprattutto. Si trova inoltre nella lista dei 500 migliori album secondo Rolling Stone alla posizione 312.
L'album ricevette inoltre una nomination al Grammy Awards del 1989 come miglior disco di musica alternativa e, nello stesso anno, la band si prese una pausa.

## Temi e Stile
Il disco racchiude più argomenti ma di sicuro i più ripetitivi sono l'abuso di droghe, di alcool e allusioni al sesso e alla violenza ma è sottolineata anche una voglia particolare di evasione dalla realtà e da tutto ciò che è ritenuto "normale". Inoltre ci sono riferimenti anche ad altri temi quali la tristezza e l'amicizia, ben evidenti in tracce come Jane Says.
Dal punto di vista stilistico l'album è da considerare veramente un'opera d'arte nel suo genere ; il disco contiene infatti elementi che riportano al Gothic rock in tracce come Ted, just admit it , e al Funk metal in tracce come Standing in the Shower Thinking e Ocean Size. Ci sono anche riferimenti ad altri generi come il Rock psichedelico e l'Heavy metal specialmente. La quasi strumentale Thank You Boys è una canzone di stampo Jazz . Summertime Rolls in un certo senso anticipa le melodie malinconiche e nostalgiche, presenti nel successivo album Ritual de lo habitual. La voce acuta di Farrell, i riff violenti di chitarra di Dave Navarro, il basso pungente di Eric Avery e la batteria chiassosa di Stephen Perkins resteranno nel corso della discografia del gruppo anche se elaborati in chiave diversa.

## Copertina e collaborazioni
L'eclettica copertina del disco, raffigurante due donne sedute su un divano con la testa in fiamme, venne ideata dallo stesso Farrell che si occupò in seguito di "trasportare" la cover del disco in una scultura di vari materiali. Flea, il bassista dei più noti Red Hot Chili Peppers, prese parte a molte esibizioni del gruppo durante la fine degli anni 80 e suonò inoltre alcuni strumenti a fiato nel disco.

## Promozione

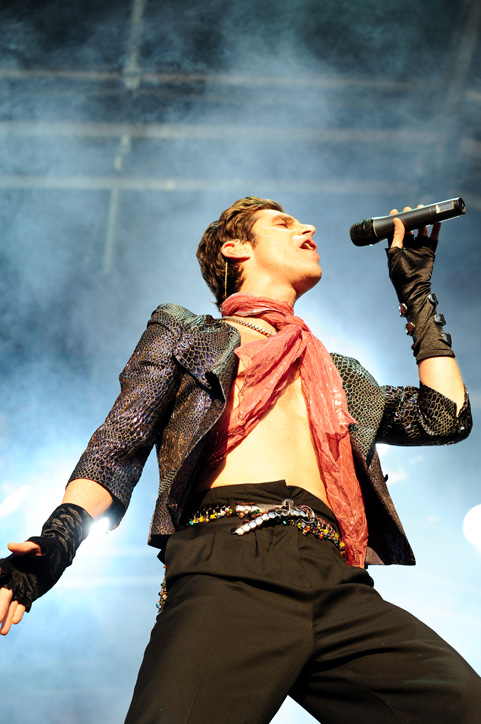
Perry Farrell autore di tutti i testi del disco

Per promuovere meglio l'album furono diretti alcuni videoclip, per i singoli Ocean Size e Mountain Song anche se di scarso successo. Entrambi i videoclip mostrano immagini di concerti live in diversi ambienti e Perry Farrell che fa surf sulle onde del Pacifico. Il video di Mountain Song tuttavia venne criticato per alcune scene in cui sono mostrati baci fra il chitarrista della band Dave Navarro e una ragazza. Inoltre Navarro bacia anche il cantante Perry Farrell e la cosa, unite ad alcune scene di nudo femminile, provocò disagi con la loro etichetta discografica. Il video di Had a Dad è il meno famoso e mostra il gruppo suonare vicino a Hollywood.

## Tracce
1. Up the Beach (Perry Farrell) - 3:00
2. Ocean Size (Eric Avery, Farrell, Dave Navarro, Stephen Perkins) - 4:20
3. Had a Dad (Farrell) - 3:44
4. Ted, Just Admit It... (Farrell, Navarro, Perkins) - 7:23
5. Standing in the Shower...Thinking (Farrell) - 3:03
6. Summertime Rolls (Avery, Farrell, Navarro, Perkins) - 6:18
7. Mountain Song (Farrell) - 4:03
8. Idiots Rule (Farrell) - 3:00
9. Jane Says (Farrell) - 4:52
10. Thank You Boys (Farrell) - 1:01
11. Pigs in Zen (Farrell) - 4:30

## Formazione
- Perry Farrell - voce
- Dave Navarro - chitarra elettrica e acustica
- Eric Avery - chitarra acustica, basso
- Stephen Perkins - batteria, percussioni

### Musicisti ospiti
- Christopher Dowd - fiati (traccia 8)
- Flea - fiati (traccia 8)
- Angelo Moore - fiati (traccia 8)